# Батьківщина-Мати (Волгоград)
Скульптура «Батьківщина-Мати кличе!»  — композиційний центр пам'ятника-ансамблю «Героям Сталінградської битви» на Мамаєвому кургані у Волгограді. Одна з найвищих статуй світу, найвища статуя Росії і Європи (без постаменту — найвища статуя у світі на момент побудови протягом 22 років).
Монумент є центральною частиною триптиха, що складається також з монументів «Тил — фронтові» в Магнітогорську і «Воїн-визволитель» у берлінському Трептов-парку. Мається на увазі, що меч, викуваний на березі Уралу, потім був піднятий Батьківщиною-матір'ю в Сталінграді та опущений після Перемоги в Берліні.

## Загальна інформація

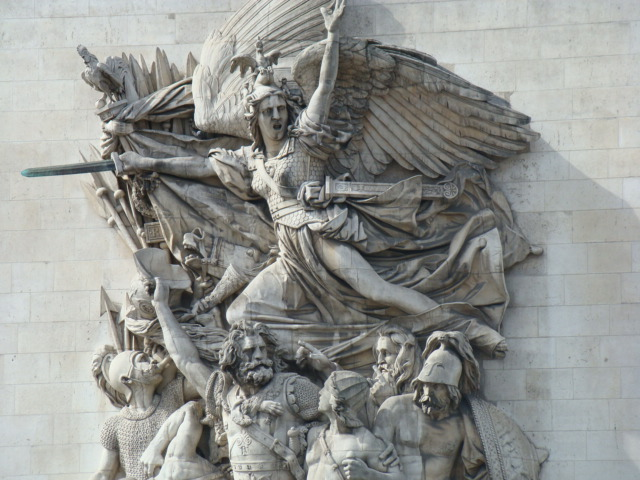
Скульптурна група «Марсельєза» на тріумфальній арці в Парижі

Робота скульптора Є. В. Вучетича та інженера М. В. Нікітіна являє собою багатометрову фігуру жінки, що зробила крок вперед з піднятим мечем. Статуя є алегоричним образом Батьківщини, кличе своїх синів на битву з ворогом.
Будівництво монумента було розпочато в травні 1959 року і завершено 15 жовтня 1967 року. Скульптура на момент створення була найвищою у світі статуєю. Реставраційні роботи на Головному монументі пам'ятника-ансамблю проводилися двічі: в 1972 і 1986 роках; зокрема, в 1972 році був замінений меч.
Найімовірніше, що фігуру скульптор ліпив зі спортсменки-дискоболки Ніни Думбадзе, а обличчя — з дружини Віри. За різними даними, для скульптури також позували Анастасія Антонівна Пєшкова, Валентина Ізотова або Катерина Гребньова. Також існує думка, що статуя має паралелі з фігурою «Марсельєзи» на тріумфальній арці в Парижі, а також, що поза статуї була натхненна статуєю Ніки Самофракійської.
У жовтні 2010 року почалися роботи по забезпеченню безпеки статуї.
У нічний час скульптура освітлюється прожекторами.

## Технічні дані
Скульптура зроблена з попередньо напруженого залізобетону — 5500 тонн бетону і 2400 тонн металевих конструкцій (без основи, на якій вона стоїть).
Загальна висота пам'ятника — 85 метрів (сама скульптура) — 87 метрів (скульптура з монтажною плитою). Він встановлений на бетонному фундаменті завглибшки 16 метрів. Висота жіночої фігури без меча — 52 метри. Маса пам'ятника — понад 8 тисяч тонн.
Статуя стоїть на плиті заввишки 2 метри, яка покоїться на головному фундаменті. Цей фундамент заввишки 16 метрів, проте його майже не видно — більша його частина прихована під землею.
Скульптура порожня. Всередині вся статуя складається з окремих комірок-камер, як кімнати в будинку. Товщина залізобетонних стін скульптури становить 25-30 сантиметрів. Жорсткість каркаса підтримується 99 металевими тросами, які постійно перебувають в натягу.
Меч завдовжки 33 метри й вагою 14 тонн був спочатку зроблений з нержавіючої сталі, обшитої листами титану. Величезна маса і висока вітрильність меча, обумовлена його колосальними розмірами, спричиняли сильне розгойдування меча при дії вітрових навантажень, що призводило до виникнення надмірного механічного напруження в місці кріплення руки, що тримає меч, до тіла скульптури. Деформації конструкції меча також спричиняли переміщення аркушів титанової обшивки, створюючи неприємний для слуху звук гремлячого металу. Тому в 1972 році лезо замінили на інше — що цілком складається з сталі,— а у горішній частині меча передбачили отвори, які дозволили зменшити його вітрильність. Залізобетонна конструкція скульптури була укріплена в 1986 році за рекомендацією експертної групи НІІЗБ під керівництвом Р. Л. Сєрих.
У березні 1965 року Держбуд СРСР видав рекомендацію посилити фундамент скульптури, що стоїть на обводненій товщі майкопських глин  для запобігання «сповзання» в бік Волги. У 2013 році архітектор Володимир Церковників направив міністру культури Володимиру Мединському відкритий лист з побоюваннями про сповзання фундаменту і можливе обвалення скульптури. Директор музейного комплексу Олександр Васін відкинув ці побоювання.

## Факти

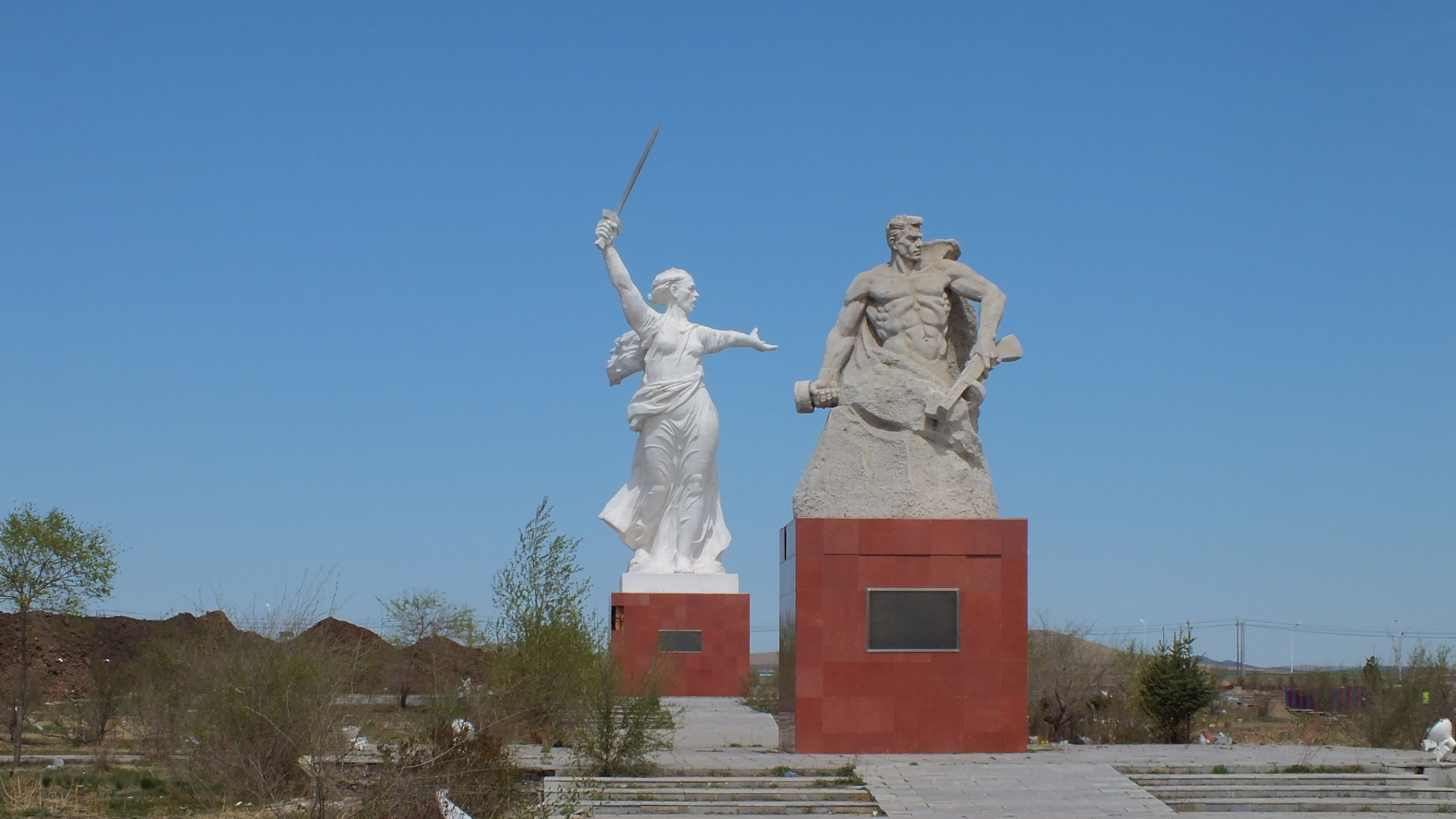
Копія монумента в Китаї

- Скульптура «Батьківщина-Мати кличе!» була занесена в книгу рекордів Гіннесса, як найбільша на той момент скульптура-статуя в світі. Її висота — 52 метри, довжина руки — 20 і меча — 33 метри. Загальна висота скульптури — 85 метрів. Маса скульптури — 8 тисяч тонн, а меча — 14 тонн (для порівняння: Статуя Батьківщина Мати в Україні — 102 метри. Статуя Свободи в Нью-Йорку з висотою в 46 метрів; Статуя Христа-Спасителя в Ріо-де-Жанейро 38 метрів). На цей час статуя займає 9 місце в списку найвищих статуй світу[13] і є другою за висотою, після статуї Батьківщина Мати в Україні, нерелігійною статуєю у світі:

Зліва направо порівняння за висотою (у тому числі п'єдестал): Статуя Єдності, Будда Весняного Храму, Статуя Свободи, Батьківщина-Мати, статуя Христа-Спасителя і «Давид» роботи Мікеланджело.

- Вучетич розповів Андрію Сахарову: “Мене питає начальство, навіщо у неї відкритий рот, адже це некрасиво. Відповідаю: А вона кричить — за Батьківщину … вашу мать!”[14].
- Силует скульптури присутній на гербу та прапорі Волгоградської області.
- До споруди меморіалу вершиною Мамаєвого кургану було місце сучасного Храму Всіх Святих, нинішня вершина насипна[джерело?].
- Під час будівництва пам'ятника була необхідна стабільна заливка бетону за графіком для отримання необхідної міцності. Вантажівки з бетоном були помічені стрічками певного кольору, що давали пріоритет проїзду, їм дозволялося проїжджати «на червоний»[джерело?].
- Скульптура зображена на поштовій марці НДР 1983 року[джерело?].
- Копія скульптури встановлена в місті Маньчжурія (Китай)[джерело?].